# 東鹿戰鬥
東鹿戰鬥發生於1931年8月3日，地點則是在中國冀北一帶，是國民革命軍內部所發生的內戰戰鬥之一，也是中原大戰主要戰役。東鹿戰鬥的交戰雙方，一方為蔣中正轄下的國軍中央軍，另一方為效忠于宁粤分裂后的广州政府的石友三部隊。